# KDB금융그룹
KDB금융그룹은 2009년 10월 28일에 설립한 금융그룹회사였다. 서울특별시 영등포구 여의도동 16-3 산업은행 본점 서관 8층에 위치하고 있다. 금융서비스 역량 강화 및 원활한 민영화를 추진하기 위하여 한국산업은행법 및 금융지주회사법에 근거하여 상법에 따라 2009년 10월 28일에 설립된 금융위원회 산하의 기타공공기관으로 지정되었으나, 2012년 1월 31일 기획재정부장관이 기타공공기관 지정을 해제하였다. 한국산업은행, KDB생명, KDB캐피탈 등을 자회사로 두고 있었다. 2015년 1월 1일에 다시 개정된 한국산업은행법에 의거하여 자회사인 한국산업은행으로 재흡수되었다.

## 주요 기능 및 역할
- 자회사 등 경영관리
- 그룹 경영전략 수립 및 실행
- 그룹 차원의 리스크 관리 및 내부통제
- 자회사 등 자금지원 및 조달
- 공동 금융상품 개발 및 판매지원
- 자원의 공동조달 및 관리
- 기타 부수업무

## 기관 연혁
- 2009년 10월 28일 산은금융지주주식회사 설립
- 2009년 11월 24일 산업은행을 산은금융지주(주)의 자회사로 편입
- 2009년 12월 30일 최대주주 변경(정부→정책금융공사)
  - 정부의 정책금융공사앞 현물출자(지분율 94.27%)

## 계열사

### KDB산업은행
- 1954년 창립된 기업 구조조정 등의 임무를 수행하는 국책은행

### KDB캐피탈
벤처기업에 대한 투자와 기업활동에 필요한 운영자금 및 설비자금의 대출 또는 리스금융, 팩토링 등을 제공하고 있는 여신전문금융회사

### KDB인프라
국내 최초의 사회기반시설(Infrastructure)에 투자하는 인프라펀드 전문자산운용사로서 순수 국내자본으로 조성된 국내 최대 규모의 펀드를 운용

### KDB생명
- 2010년 3월 금호아시아나그룹 계열에서 분리되어 산업은행의 자회사로 편입된 보험회사